# Bitva u Novi
Bitva u Novi byla jednou z bitev druhé koaliční války. Bitva se odehrála 15. srpna 1799 mezi francouzskou armádou vedenou generálem Joubertem a koaliční armádou vedenou polním maršálem Suvorovem u Novi Ligure.

## Plán bitvy
Generál Kray měl zaútočit na levé křídlo nepřítele a dobýt výšin u Pasturany. Rusové pod vedením Bagrationa plánovali obejít pravé křídlo Francouzů mimo dostřel jejich zbraní a následně se spojit s Krayem. Střed koaliční armády měl ve vhodném okamžiku zaútočit na město Novi.

## Průběh bitvy
Koaliční rusko-rakouská armáda zaútočila na francouzské pozice, kdy útok na levé křídlo započal v 8 hodin. Francouzi byli za velkých ztrát uvedeni v nepořádek a při pokusu o nastolení pořádku byl zabit velitel francouzské armády Joubert. Francouzům se však podařilo první útok za osobního zásahu Moreaua odrazit a vytlačit z výšin. Ruský útok na Novi byl odražen. Stejně tak se jim podařilo odrazit několik dalších útoků na levé křídlo. Rusům se podařilo obsadit předměstí Novi a v odpoledních hodinách, kdy Melas ohrožoval Moreaua, byli Francouzi donuceni ustoupit před Suvorovými muži směrem na Gavi.
Po bitvách u Cassana a Trebbie to byla další francouzská porážka. V jejím důsledku musela Francouzská armáda ustoupit do Ligurské republiky, kde se připravovala k dalšímu odporu.